# Oppidum de Saint-Blaise
L'oppidum de Saint-Blaise est un site archéologique majeur en Méditerranée occidentale, situé sur le territoire de la commune française de Saint-Mitre-les-Remparts, près de Fos-sur-Mer, dans le département des Bouches-du-Rhône, en région Provence-Alpes-Côte d'Azur. Le site fait l’objet d’un classement au titre des monuments historiques depuis le 16 septembre 1943.
Établi à l'extrémité nord du plateau de Castillon, à proximité de la mer, de l'étang de Berre et de la Crau, entre les étangs de Citis et de Lavalduc, l'oppidum est situé dans un environnement majestueux et des plus chargés d'histoire de toute la Provence. Le sel tiré de ces étangs fut vraisemblablement la raison initiale de sa fondation.
Une enceinte hellénistique renforce les défenses naturelles — d'importantes falaises verticales — offertes par le site. Les plus anciennes traces d'occupation humaine remontent au Ve millénaire av. J.-C. Sur cet oppidum celto-ligure, les Étrusques ont créé au VIIe siècle un comptoir et entrepris le commerce du sel recueilli sur place. La cité a connu une grande prospérité à l'époque étrusque et grecque. Elle produisait alors un sel de qualité. Elle a été un moment la concurrente de Marseille. L'oppidum a été habité jusqu'au XIVe siècle. Les derniers habitants ont délaissé la vieille cité en 1390, pour s'installer à Saint-Mitre.

## Localisation
L'oppidum est situé sur un isthme séparant l'étang de Lavalduc à l'ouest et l'étang de Citis, au nord, Saint-Blaise occupe l'angle nord-ouest d'une sorte de grande presqu'île à plan carré de 6 km de côté. À vol d'oiseau, Saint-Blaise est à 8 km de Martigues, 6 km d'Istres, 4 km de Fos, 16 km de Port-Saint-Louis-du-Rhône, 24 km de Salon-de-Provence et 36 km de Marseille et Aix-en-Provence. Un réseau de routes anciennes venant du nord par la Crau aboutit à l'oppidum. Établi sur un éperon barré fournissant une défense naturelle du côté des étangs qu'il surplombe de 30 à 50 mètres selon les endroits, le site occupe une superficie de 5,5 ha, se composant de deux plateaux comportant entre eux une dénivellation d'une quinzaine de mètres.
Le plateau inférieur, qui porte le nom de Ville-Basse, est à 50 m d'altitude et sera prolongé au nord par le village médiéval de Castelveyre. Le plateau supérieur, dit Ville-Haute, culmine à 65 m environ avec la partie sud, composant ce qu'on appelle La Citadelle.

## Historique des recherches
Connu depuis le XVIIIe siècle, le site est décrit un peu avant la Révolution française par l'abbé Couture, curé de Miramas, comme une ancienne cité fortifiée. Le géologue de Marseille Gaston Vasseur y voit, vers 1914, une cité grecque. Il a d'ailleurs collecté des fragments de céramique d'époque grecque conservés dans des boîtes au musée Borély à Marseille. Émile Bourguet, professeur au Collège de France, suggère de réaliser des sondages qui sont entrepris par A. Bérard, mais sans suite.
Le site a été exploré par R. de Cabrens en 1924 et révélé par les fouilles d'Henri Rolland à partir du 29 juillet 1935, jusqu'à sa disparition en 1970. La ville était restée abandonnée, sans aucune reconstruction nouvelle depuis sa destruction au IXe siècle, réoccupée partiellement jusqu'à la fin du XIVe siècle, situation extraordinaire et rarissime pour une ville. Henri Rolland fouillera l'intérieur de la ville après n'avoir dégagé les remparts qu'en 1946. Il confia des sondages à J. et Y. Rigoir, dont le secteur de la Maison des Jarres ou à son collaborateur Y. Garlan responsable de 1961 à 1962 des recherches autour de la porte principale. À sa suite et jusqu'en 1985, de nombreux chercheurs méridionaux spécialistes de l'âge du fer ou du Moyen Âge, parmi lesquels André Dumoulin, Bernard Bouloumié, qui dirigea le sondage stratigraphique entre 1974-1978 dans le secteur Q 8/9 du quadrillage général, en limite des fouilles anciennes et au nord de la ville basse et qui permit, bien que réalisé sur une surface réduite d'identifier 42 unités stratigraphiques, comprises entre la période cardiale et l'Antiquité tardive, puis Patrice Arcelin, Charlette Pradelle et Gabrielle Démians d'Archimbaud, ont contribué à faire de Saint-Blaise un des hauts lieux de l'histoire de Provence, dont le flambeau est aujourd'hui repris par l'action de la Communauté d'agglomération du pays de Martigues et de son archéologue, Jean Chausserie-Laprée. La première mission fut l'inventaire et le classement des collections archéologiques, désormais conservées à Martigues. Elle s'apprête à lancer un programme d'aménagement et de mise en valeur, qui permettra à tous les publics de découvrir et comprendre l'importance du site archéologique de Saint-Blaise.

## Géologie
L'éperon se compose d'un Burdigalien inférieur, avec 2 m de calcaire gréseux, 1 mètre de calcaire bioclastique et, au-dessus, 6 m de burdigalien moyen marneux avec un horizon d'Ostrea offreti. Le premier niveau burdigalien supérieur comprend un calcaire bioclastique très riche en bryozaires sur 1 m d'épaisseur et une couche de 5 m dIsognomon soldanii.
L'entablement du plateau est formé par l'Helvétien gréseux.

### Les sources
Le sous-sol regorge d'eau douce : les habitants ne risquaient pas d'en manquer. Une source était utilisée sur le flanc est du site, en contrebas de la première falaise. On y accédait par un chemin aménagé dans le rocher, redécouvert en 2010 par des bénévoles, sous la conduite de l'archéologue responsable du site, Jean Chausserie-Laprée. Cette source est appelée Source de la Tourtoulane. Sur le côté ouest, deux sources fournissent des eaux abondantes : l'une située au pied du rempart du XIIIe siècle, l'autre également à la cote 25, située un peu plus loin. Captée par un tunnel à forte déclinaison s'enfonçant dans la colline, elle alimente une fontaine à l'ombre d'un mûrier majestueux dans la cour d'une maison forestière. Elle était accessible par un sentier partant de la Ville-Haute à la poterne ouest. Il est possible qu'elle ait pu alimenter des installations sur la rive de l'étang (usine de sel, débarcadère, etc.).

## Toponymie
Un tel endroit, fréquenté de très bonne heure par les Étrusques et les Massaliotes, qui finirent par l'inclure dans leur propre domaine comme un comptoir ou emporion propre à attirer de nombreux marchands, avec des salines qui fournissaient en abondance une denrée très recherchée, aurait dû laisser dans l'histoire une trace notable, nous livrer un nom maintes fois mentionné : il n'en est rien. Il est vrai que la majeure partie des écrits grecs ou romains concernant la région sont perdus : les historiens d'aujourd'hui doivent se contenter la plupart du temps de fragments épars, en général des citations plus ou moins fidèles de divers auteurs. Aucune inscription n'a jamais été retrouvée sur le site, à l'exception de graffites sur des vases et d'une ou deux épitaphes fragmentaires d'époque tardive.
Les habitants de la Basse-Provence appartenaient à la grande confédération des Salyens.
Cet « oppidum sans nom », comme le dit Jean Chausserie-Laprée, est-ce la Mastrabela d'Avienus (fin du IVe siècle apr. J.-C.) qui, dans la description contenue dans son Ora maritima, cite un lieu très proche de celui de Saint-Blaise, caractérisé par la découverte de céramiques étrusques, rhodienne et corinthienne datées du VIIe siècle av. J.-C., correspondant au niveau VII ? Ou la Mastramélè d'Étienne de Byzance (VIe siècle apr. J.-C.), qui reprend dans ses Ethniques les écrits de Pausanias, Ptolémée et Strabon ? Les Phocéens de Marseille, vers 600, apportent une vaisselle caractéristique d'Asie Mineure (couche VI) : c'est sûrement vers cette époque, dans la première moitié du VIe siècle av. J.-C., que le nom primitif serait devenu Mastramellè. Le géographe grec Artémidore la signale au Ier siècle. Du IVe au Ier siècle époque de la couche III, le site est abandonné, mais Pline l'Ancien connaît l'étang sous le nom de Mastramela.
La cité sera plus connue sous le nom d'Ugium, (Ve – IXe siècles apr. J.-C.), nom conservé dans des titres datés de 828, 874, 923 et 987. On ignore ce qui se passa au cours des XIe et XIIe siècles, mais en 1231, un document qui contient le contrat de construction attestent que le rempart et la chapelle actuelle furent alors élevés. La ville s'appelle à ce moment « Castellum Vetus », qui veut dire :le vieux château ou Casteu-veire en provençal, Castelveyre en français (XIIIe – XIVe siècle apr. J.-C.), pour la partie autour de l'église, jouxtant la Ville-Basse. Elle prit ensuite le nom de Saint-Blaise, qui était celui du saint patron de la chapelle.

## Chronologie
La chronologie actuelle, établie par Bernard Bouloumié à partir des travaux d'Henri Rolland, prend en compte les données récentes de la stratigraphie. Elle permet d'établir pour ce site 8 couches archéologiques.
| Saint-Blaise I        | Néolithique ancien et moyen, Chalcolithique, à partir de 4700 av. J.-C. | Couche VIII            |
| Saint-Blaise II       | Âge du bronze (ancien et final), à partir de 2000 av. J.-C.             | Couche VIII            |
| Saint-Blaise III      | 650-475                                                                 | Couche VII (650-600)   |
|                       |                                                                         | Couche VI (600-550)    |
|                       |                                                                         | Couche V (550-500)     |
| Saint-Blaise IV       | 475-200                                                                 | Couche IV (500-350)    |
| Saint-Blaise Va et Vb | 200-120/80                                                              | Couche III (350-49)    |
| Saint-Blaise Vc       | milieu du Ier siècle av. J.-C.                                          | Couche III (350-49)    |
| Saint-Blaise VI       | ou période Ugium                                                        |                        |
| Saint-Blaise VI       | Ugium I (IVe/Ve-IXe siècles)                                            | Couche II (-49 à 900)  |
| Saint-Blaise VI       | Ugium II (IXe – XIe siècles)                                            | Couche II (900 à 1100) |
| Castelveyre           | XIIe – XIVe siècles                                                     | Couche I (1200 à 1400) |

### Période préromaine
Les grands événements enregistrés par la stratigraphie sont :
- 650-625 : aménagement proto-urbains. Construction du rempart primitif ;
- vers 625 : peut-être un incendie ;
- 550 : incendie ;
- 550-475 : nouveaux aménagements et nouvelle orientation de l'habitat ;
- vers 475 : incendie ;
- entre 475 et 200 env. : semi-abandon du site ;
- 200-120/80 : construction de Saint-Blaise Vb ; urbanisme orthogonal et rempart en grand appareil de type grec ;
- vers 120 : destruction générale après un siège ;
- milieu du Ier siècle av. J.-C. : réoccupation partielle et de courte durée. Saint-Blaise est alors abandonné pendant au moins quatre siècles. Les documents romains les plus anciens se situent au plus tôt aux IIe et IVe siècles : c'est la période d'Ugium ou Saint-Blaise VI que l'on peut diviser en trois périodes :
  - Ugium I : IVe/Ve – IXe siècles ;
  - Ugium II : IXe – XIVe siècles ;
  - Castelveyre : XIIe – XIVe siècles.

Pendant cette période de dix siècles, on note les événements suivants :
- IVe – Ve siècles : construction de la ville paléochrétienne, du rempart, de l'église Saint-Vincent, de la première église Saint-Pierre ;
- 874 : destruction d'Ugium par les Sarrasins ;
- IXe – XIVe siècles : la ville ne semble pas avoir été reconstruite et sa population a vraisemblablement diminué. Construction de la seconde église Saint-Pierre ;
- Fin Xe siècle : incendie de la seconde église Saint-Pierre ;
- XIe siècle : construction de la troisième église Saint-Pierre ;
- XIIe siècle : construction de l'église Notre-Dame de Castelveyre ;
- 1231 : construction du rempart de Castelveyre et regroupement des habitants d'Ugium autour de l'église ;
- XIIe – XIVe siècles : l'église prend le nom de Notre-Dame de Castelveyre et Saint-Blaise ;
- 1390 : destruction d'Ugium et de Castelveyre par les troupes de Raymond de Turenne.

## Mobilier
15 000 pièces sont répertoriées dans les registres : essentiellement de la vaisselle en céramique.

### Saint-BlaiseI,coucheVIII
Néolithique ancien et moyen, Chalcolithique, à partir de 4700 av. J.-C.
La couche VIII a donné, au contact du rocher, de menus fragments d'os et de charbon de bois, attestant une activité humaine. Dans sa partie médiane, il y a en abondance de petits fragments de céramique, accompagnés d'éclats de silex souvent retouchés. C'est là que l'on trouve des tessons appartenant à la phase moyenne du Cardial provençal (4700-4500 av. J.-C.) et de nombreux fragments néolithiques : du corail brut et des pointes de flèches de tradition chasséenne. Au-dessus encore, des céramiques du Chalcolithique. Aucune trace de structure ne permet d'affirmer que le site fut occupé à cette époque de façon permanente. Entre le substrat rocheux et la couche VII, on trouve une terre noire d'épaisseur variable qui caractérise la couche VIII. C'est cette terre noire qui constitue le liant des pierres du rempart primitif. Ces documents sont donc de la première moitié du Ve millénaire. Cependant, ce ne sont pas les plus anciens de la zone : des abris sous roches et en plein air sont identifiés sur le pourtour de l'étang de Lavalduc, plus précisément en face de Saint-Blaise aux lieux-dits « Le Mazet » et « Mourre-Poussiou » (tout près de Fos), dont l'occupation est datée du Montadien, soit 7500 av. J.-C. D'autres sites voisins attestent d'une présence dispersée, principalement au Chalcolithique autour des étangs de Lavalduc, de Rassuen, d'Engrenier et de Pourra. L'exploitation du sel constitue la raison essentielle de ces différentes occupations.

### Saint-BlaiseII,coucheVIII
Âge du bronze (ancien et final), à partir de 2000 av. J.-C.
Dans la couche VIII, on trouve des débris de céramique du bronze ancien et du bronze final, dont certains éléments se classent dans les productions de type italique avec anses ad ascia. Le haut de cette couche VIII, d'une épaisseur moyenne de 2 m, contient des fragments de sols aménagés et des céramiques d'importation (amphore étrusque, Bucchero-nero, céramique gréco-orientale), ce qui prouve que le premier habitat archaïque s'est installé sur ce gros remblai avant l'aménagement de galets qui fixe la transition avec la couche VII. La partie inférieure de deux pieux, fichés dans la terre noire, correspond peut-être à cette première installation (fouilles de 1966).

### Saint-Blaise III, couche VII, VI, V
Saint-Blaise III, de 650 à 475 av. J.-C., se divise en trois couches : la couche VII (650 à 600 av. J.-C.), la couche VI (600 à 550 av. J.-C.) et la couche V (550 à 500 av. J.-C.).
Couche VII, premier habitat d'époque archaïque
Il y a à cette époque sur le site abondance d'objets d'importation étrusque et grecque, qui témoignent d'une importante activité économique. Ce niveau révèle également une implantation à caractère proto-urbain dont l'évolution se poursuivra de 650 à 625 av. J.-C. jusqu'au début du Ve siècle. Pour cette période archaïque précédant la fondation de Massalia et se prolongeant un bon siècle après, Henri Rolland avait distingué 3 couches à partir des observations stratigraphiques faites et correspondant à des traces d'incendie, chronologie reprise par Bernard Bouloumié.
Les galets posés directement sur la terre noire de la couche VIII sont décrits par Henri Rolland comme un « épais pavement » sur lequel sont fondées les premières habitations. Les galets font environ 0,04 × 0,03 m et sont issus de la couche géologique de poudingue présente dans la région. Ces galets, disposés en forme de pavement sur une épaisseur variable suivant les endroits, avec une moyenne de 0,10 m, allant jusqu'à 0,35 m au sud de la Ville-Basse, servent de drain et de sol de fondation sous la forme d'un niveau argileux uniformément répandu.
Les plus anciens fragments importés de cette couche VII datent des années 650-625 av. J.-C. : c'est à cette époque qu'a eu lieu le premier incendie, antérieur au pavement de galets de 0,08 à 0,10 m d'épaisseur, formant l'intermédiaire entre la terre noire et les galets. Ce constat n'a pu être fait que sur trois sondages dans le centre de la « Ville-Basse », ce qui ne veut pas dire que l'incendie fut général. Toutefois, c'est à partir de ce moment que fut entreprise la construction d'un rempart.
C'est vraisemblablement à la couche VII que se rapporte le fond de cabane creusé dans le roc dans la « Ville-Haute ». R. de Cabrens avait signalé un fond de case précédé de quatre trous ronds que l'on n'est pas parvenu à localiser.
On peut dire que pour cette époque archaïque, l'oppidum de Saint-Blaise avait une activité inaccoutumée par rapport aux autres habitats du pays ligure et qu'il témoignait de contacts préférentiels avec l'Italie.

### Saint-Blaise IV, couche IV
de 475 à 200 av. J.-C. couche IV (500 à 350)
Absence presque totale de constructions, à l'exception de la fouille d'une case débuté par Rolland et poursuivie par Bouloumié et son équipe d'étudiants dont P. Arcelin et Ch. Pradelle, en 1975 et de 1977 à 1980 : case avec base de poteau, remontant sans doute au milieu du Ve siècle av. J.-C., habitat subarchaïque de Saint-Blaise IV. Rolland dit que cette période correspondrait à une occupation indigène gauloise et que c'est à ces Gaulois qu'il convient d'attribuer le culte des têtes coupées. Les piliers à entailles céphaloïdes ayant servi en réemploi dans les constructions de Saint-Blaise V apporteraient la preuve du changement des habitants qui ne sont plus concernés par ce culte.
Parmi des céramiques attiques à figures rouges peu nombreuse, à vernis noir, on relève la présence de l'amphore massaliète et diverses autres productions locales ou régionales, avec un grand nombre de céramiques non tournées dite rhodaniennes, d'une série caractéristique des Ve – IVe siècles. Au IIe siècle av. J.-C., le site se distingue des autres oppida par sa richesse et par ses fortifications monumentales. On ne connaît rien de comparable en Provence.

### Saint-Blaise Va, Vb, Vc, couche III
de 200-120/80 milieu du Ier siècle av. J.-C., couche III (350 à 49)
Les habitants entreprennent d'énormes travaux d'urbanisme qui viennent détruire les structures de Saint-Blaise IV.
Saint-Blaise Va
S'il n'en subsiste que peu de traces, Henri Rolland y a distingué dans son dernier sondage un sol d'argile vert supportant des amphores gréco-italiques de la seconde moitié du IIe siècle av. J.-C. et des murs de cases effondrés sur ces amphores. L'ensemble forme un remblai sur lequel est apparu un niveau d'habitat (sol 10), caractérisé par un gros foyer de terre-cuite avec ses fosses de vidange à proximité. Ce sol 10 a été recouvert par la couche de brasier jaune correspondant au nivellement de l'ensemble.
Saint-Blaise Vb
Pensé en fonction du rempart et de ses ouvertures, le plan de l'agglomération appartient à la série de tradition hippodamienne, particulièrement en faveur dans le monde hellénistique.

### Saint-Blaise VI, couche II
Ou aussi période dite d'Ugium I du IVe/Ve au IXe siècles, couche II (49 av. J.-C. - 900 apr. J.-C.), et Ugium II du IXe au XIe siècle, couche II (900 à 1100).

### Castelveyre, couche I
Castelveyre du XIIe au XIVe siècle, couche I (1200-1400).

## Édifices cultuels
Il n'a pas été retrouvé à ce jour d'emplacements de lieux cultuels antiques. Saint-Blaise n'était pas un oppidum comme les autres : ce n'est pas non plus une colonie, un comptoir ou un emporion, pas plus qu'une ville de garnison. Il était peut-être tout cela à la fois. On doit constater que l'on n'a pas retrouvé à ce jour d'emplacements de lieux de cultes communautaires et en particulier pour la période hellénistique, on n'a pas retrouvé de lieux publics. Diverses indications, des documents épars et la comparaison avec un site comme Glanum permettent cependant de modifier cette approche négative et de préciser pour les différentes époques envisagées une vision de la vie spirituelle des habitants.
En dégageant le rempart, H. Rolland a découvert au niveau de la Ville-Haute, non loin de la poterne est et à proximité de la grande fosse creusée dans le roc, un amoncellement de cendres formant tumulus, en partie engagé sous les fondations du mur de l'enceinte hellénistique. Cette structure dont il n'a pas été malheureusement fait de relevé, ni même de coupe, n'a pas été entamée par les fondations de la Tour II hellénistique, chose étonnante quand on connaît le soin apporté en général à la préparation du lit de pose. Ce qui a fait penser à Rolland « qu'on a voulu éviter de toucher cette accumulation, comme si un scrupule religieux s'était opposé à la profanation des restes d'un foyer de sacrifice ». De forme oblongue, le tas avait encore une hauteur de 1,10 m pour 8 m de long, et 4 à de large. La stratigraphie du monument, dont on doit noter l'étrange régularité, l'a par ailleurs amené à supposer que la pierre plate de la base n'était autre que la pierre à sacrifice initiale. Cette hypothèse d'un autel de cendres, comparable à des structures analogues de Thessalie ou de Sicile, a été présentée en 1951 dans le premier volume des Fouilles de Saint-Blaise et reprise quelques années plus tard dans le second volume de 1956, avec, semble-t-il, plus de réserve. Lors des fouilles du rempart de 1981, le sondage E a donné dans sa partie occidentale le même type de structure, ici non stratifié, mais désordonné sur 1,20 m de haut, 2 m d'épaisseur le tout dégagé sur 2,50 m de large, le reste apparaissant dans les deux parois Sud et Nord du sondage. La faune y était très abondante, mêlée à des pierres de petite taille et à de nombreux petits galets. La céramique représentée en quantité remarquable ne comportait que des documents d'époque archaïque. Ce tumulus de cendres se situait dans la moitié intérieure du rempart et donc ne concernait pas le parement extérieur. Il paraît aujourd'hui difficile de se limiter à une interprétation purement cultuelle de ce type de structure.
Grâce à l'examen et au regroupement de divers autres éléments, on est, par contre, en droit d'envisager avec une grande probabilité l'existence à Saint-Blaise d'un sanctuaire indigène comparable à ceux de Roquepertuse, d'Entremont et surtout de Glanum. On connaît ces fameux lieux de culte, où devaient se célébrer d'étranges rites en relation avec la coutume barbare des têtes coupées. Sous des portiques couverts, supportés par des piliers monolithiques, étaient exposés des crânes d'ennemis ou d'ancêtres. La découverte de trois éléments de piliers porte-crânes (1938-1951-1966), dont deux réemployés dans la construction des poternes ouest et est de l'enceinte hellénistique, datent de 175-140 av. J.-C., prouve l'existence d'un sanctuaire indigène antérieur sous forme d'un portique, avec des crânes encloués, à Saint-Blaise III.

### Église Saint-Pierre d'Ugium

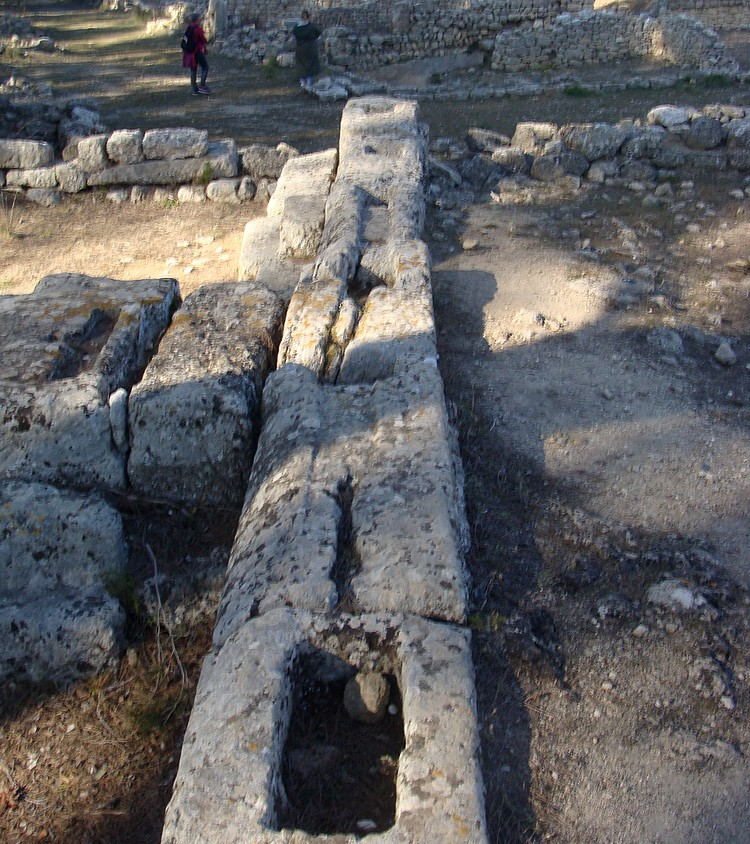
Le chancel de l'église Saint-Pierre

L'église Saint-Pierre d'Ugium, dite basilique Saint-Vincent, voit les murs des fortifications plus récentes s'enchevêtrer dans ses murs. Cette basilique chrétienne garde les structures bâties d'une nef séparée du chœur à abside par un chancel en pierre de taille et compte parmi les églises paléochrétiennes les plus remarquables du Midi de la France. Elle se trouvait à l'entrée de l'oppidum gaulois, près de la grande porte est. L'abside, orientée à l'est, est surélevée de trois marches dont le sol était couvert d'une mosaïque ornée d'imbrications et de croisettes ; dans l'axe, suivant une tradition orientale, s'avançait dans la nef la tribune du lecteur. Cette église à nef unique est bordée au nord par un portique et une petite salle servant de sacristie aux diacres.

### Église Saint-Vincentd'Ugium
Cet édifice roman du Xe siècle, reconstruit au XIe siècle, comporte trois constructions. Elle est située au pied de l'actuelle chapelle Saint-Blaise. De l'abside orientée au nord-est, il ne reste que de basses substructions.

### Église Notre-Dame de Castelveyre, puis église Saint-Blaise

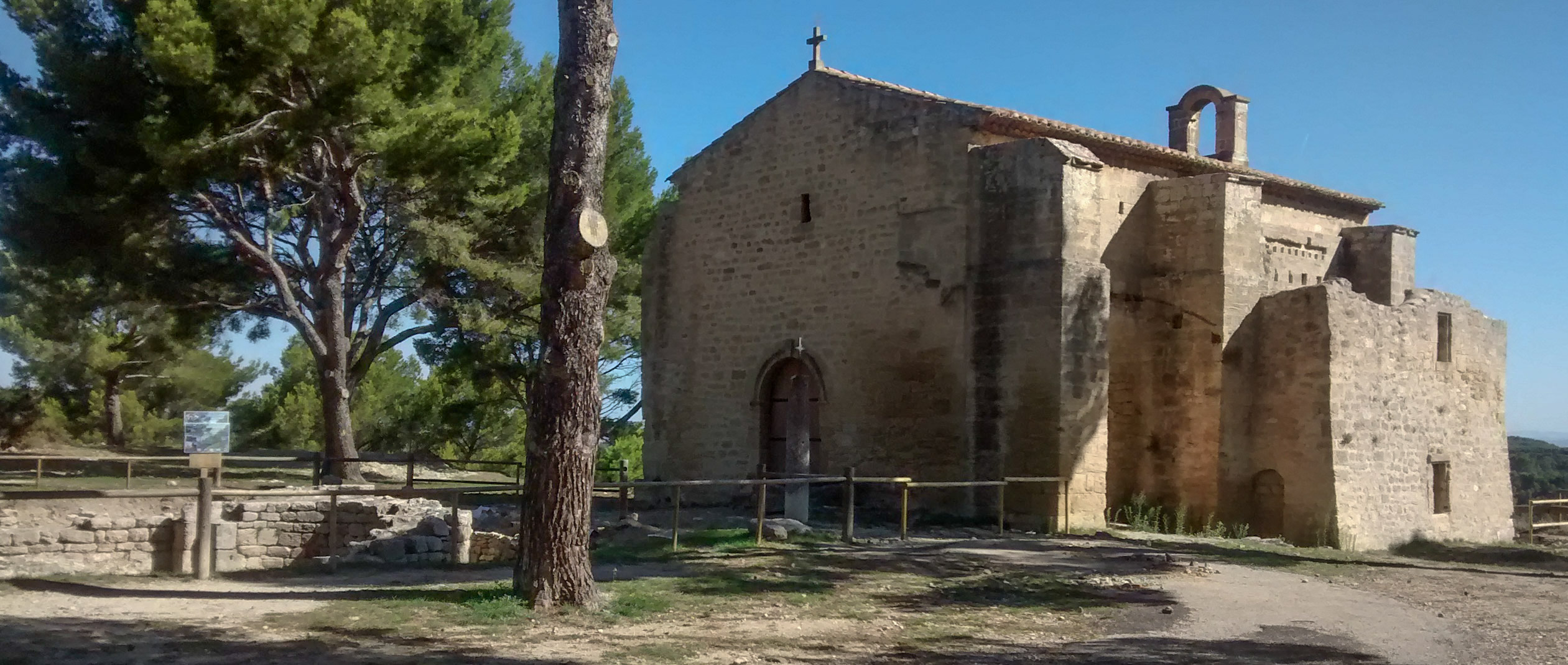
Chapelle Saint-Blaise

Cette chapelle romane du XIIe siècle a une abside orientée nord-est, restaurée au XIIIe siècle. La façade fut refaite en 1608. Elle est mentionnée en 1156 dans une bulle du pape Anastase IV : elle s'appelle à l'origine Notre-Dame-de-Castelveyre et fait office d'église paroissiale. C'est au XIIIe siècle qu'elle est dédiée à saint Blaise. Après l'abandon du site, elle devient un petit prieuré rural, gardé par un ermite qui loge dans un corps de bâtiment attenant à l'édifice. Elle fut remaniée au XVIe siècle et restaurée au XIXe siècle, puis classée aux monuments historiques en 1939. C'est ici que repose, au pied du chœur, depuis 1970 et selon son vœu, l'archéologue du site, Henri Rolland (1887-1970). Des fragments de mosaïque polychrome ornant le chevet de la première église tardo-antique datant du Ve siècle de notre ère furent retrouvés sur site.

## La nécropole rupestre

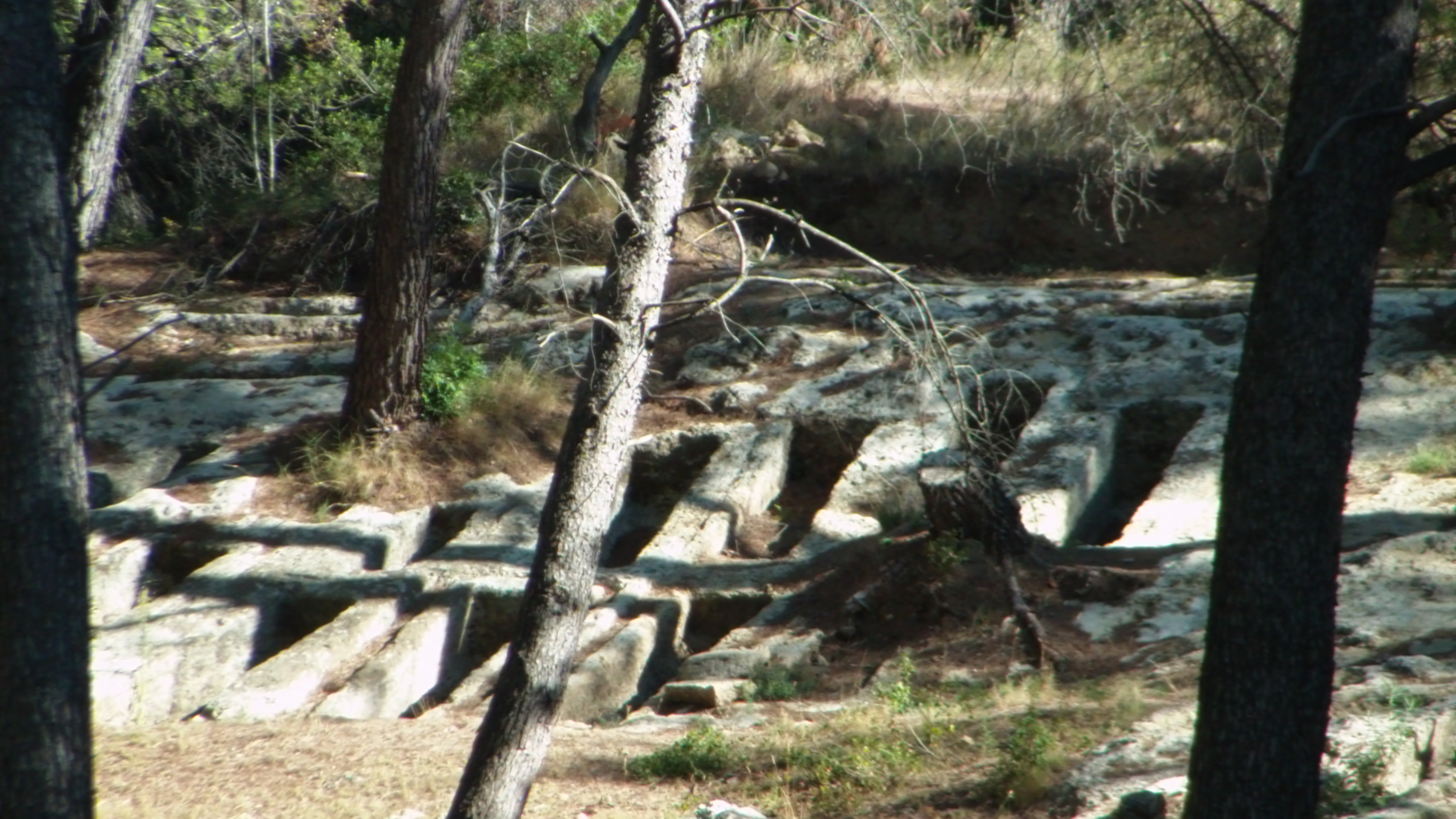
Oppidum Saint-Blaise. Nécropole.

Nous ne savons rien de la nécropole gauloise, mais Henri Rolland a dégagé une partie du cimetière de la ville d'Ugium, un des plus importants du Midi de la France. Hormis quelques sépultures placées près de la chapelle Saint-Blaise, c'est surtout au sud et à l'est des remparts que l'on peut encore découvrir près de 300 tombes, dispersées sur le plateau de Castillon, dans un environnement de carrières et de voies à ornières.

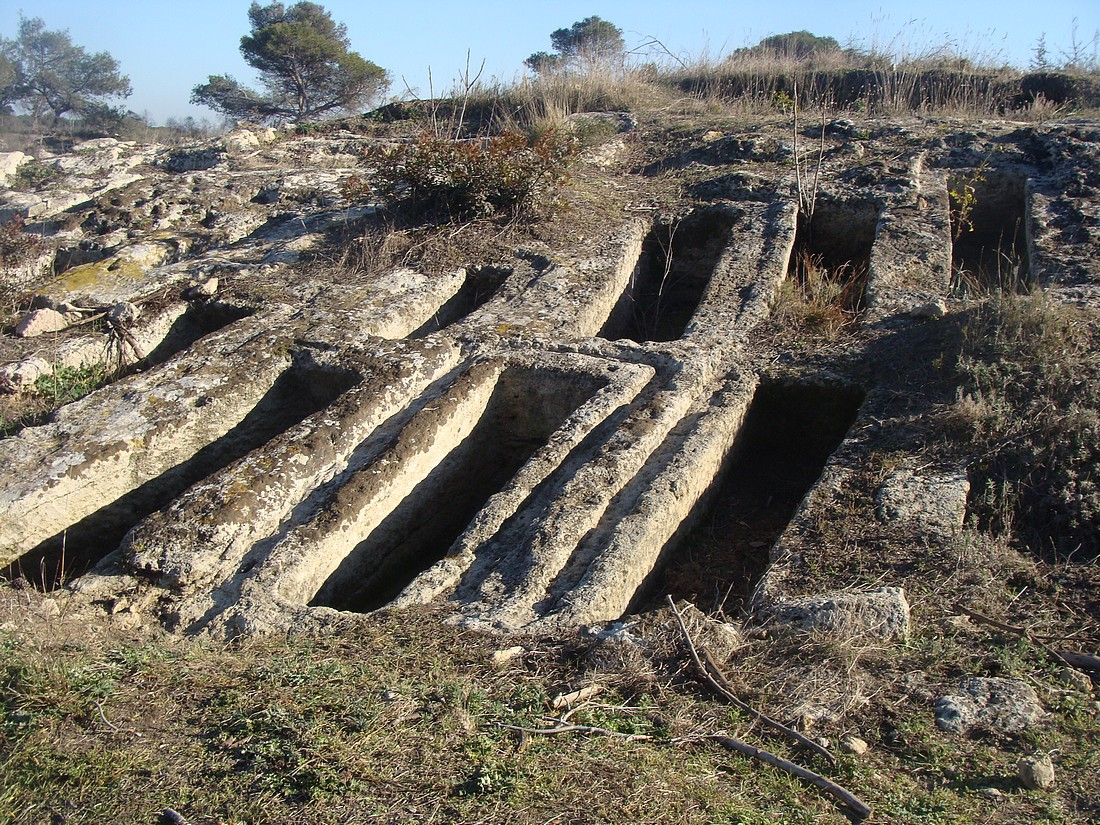
Nécropole rupestre de l'oppidum de Saint-Blaise, détail.

Parfois groupées en petits ensembles familiaux, les tombes ont été creusées à même le roc, sans orientation prédéfinie, et simplement recouvertes de pierres plates. Ce sont des cavités rectangulaires, parmi lesquelles les nombreuses fosses de petite taille signalent des tombes d'enfants. Souvent multiples, les inhumations contiennent des défunts allongés sur le dos, les bras le long du corps ou repliés sur le thorax, la tête souvent calée dans un alvéole. Elles ne renferment pas de mobilier, selon la manière dépouillée du rite chrétien. Par leur type caractéristique et quelques objets, comme des boucles de ceinture, ces tombes se rattachent pour la plupart à la période wisigothique (Ve – VIe siècles apr. J.-C.).

## Les murailles

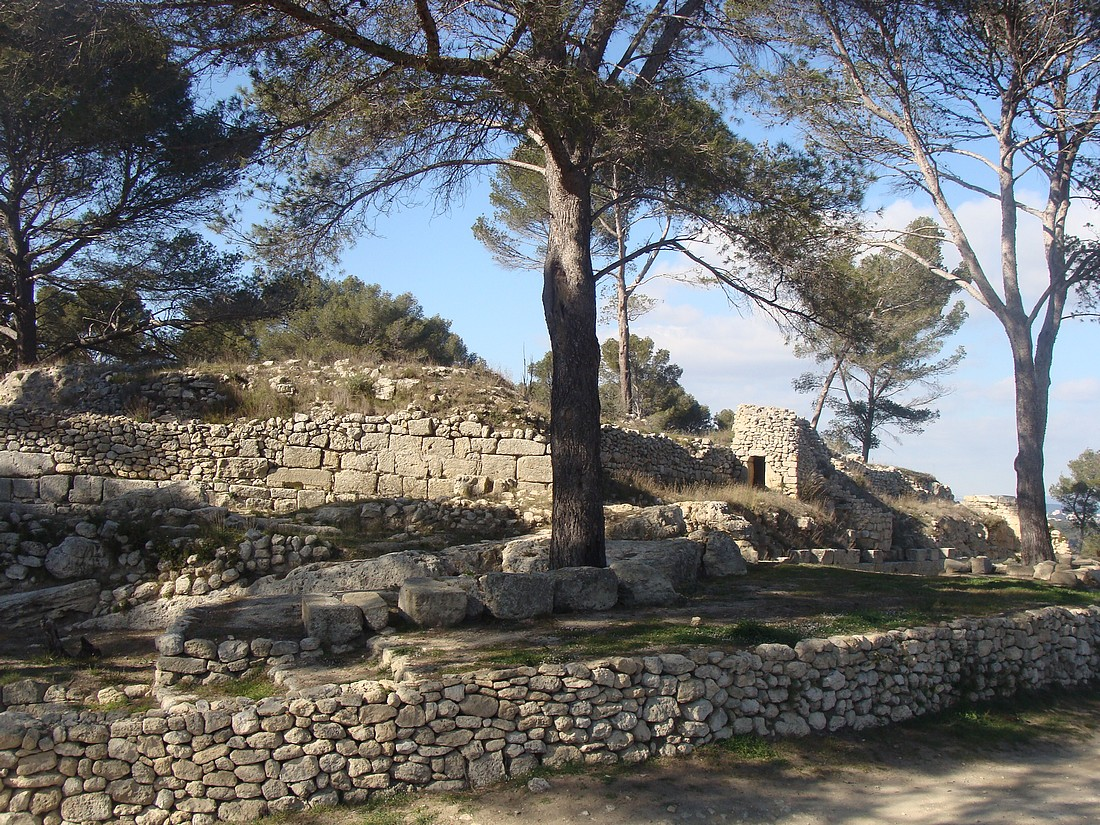
Muraille sud, proche de l'entrée du site.

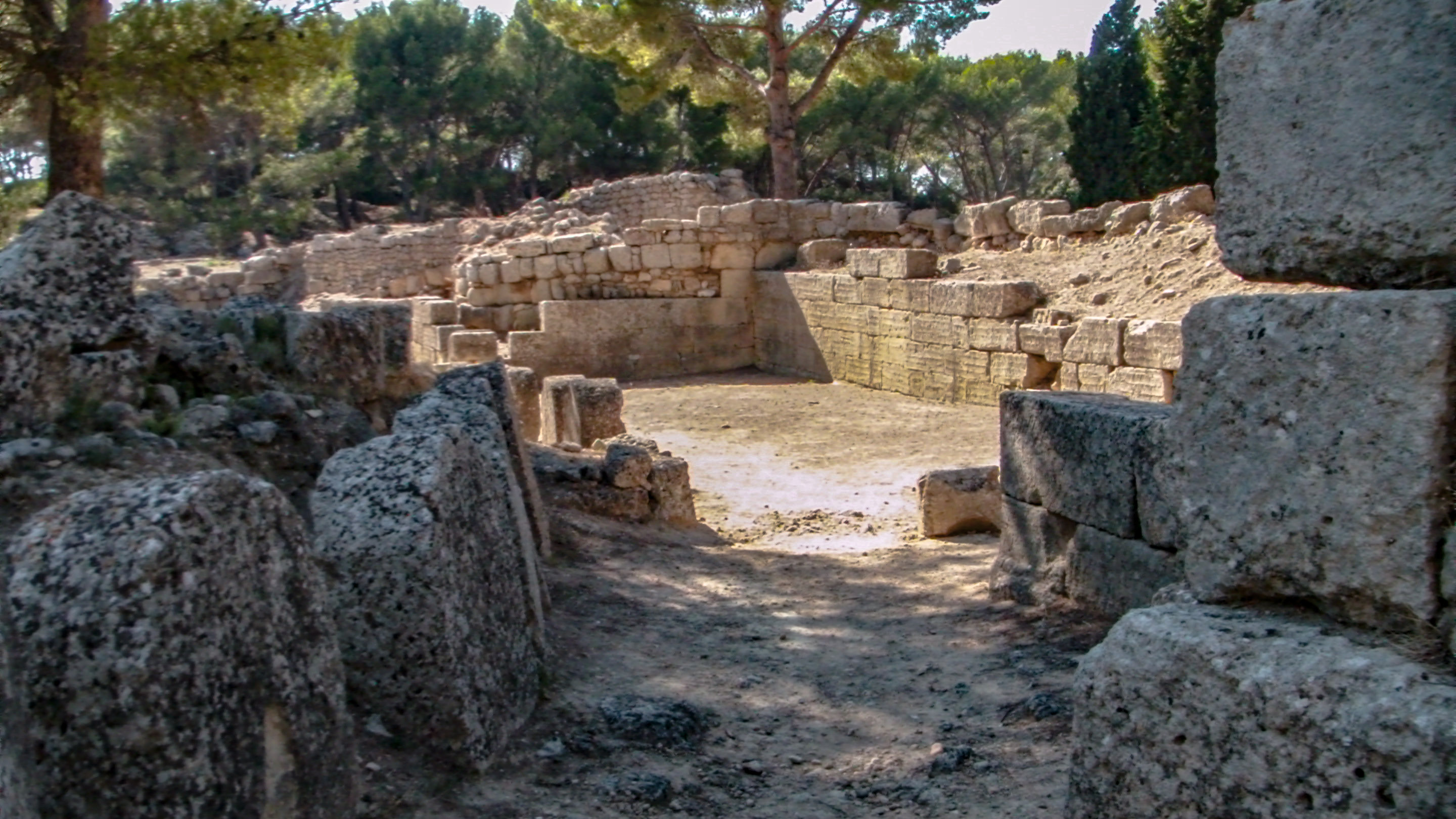
Oppidum Saint-Blaise. Remparts.

C'est une fortification de plus de 400 m de long qui ferme et délimite le site sur la partie sud-est. Trois fortifications principales ont pu être distinguées :
- un rempart primitif de la période archaïque ;
- une fortification en grand appareil de type grec, munie de tours quadrangulaires ;
- un rempart paléochrétien, composé de saillants flanqués de dix tours arrondies ou quadrangulaires.

Cette pérennité aboutit par endroits à la superposition des trois murailles sur une dizaine de mètres de haut, mais elle se traduit le plus souvent par l'ensevelissement ou la disparition des vestiges de l'enceinte la plus ancienne, au profit des deux constructions postérieures à l'appareil monumental. Henri Rolland en a établi la chronologie qui fut revisitée par les travaux d'autres archéologues dans les années 1980.

### Le rempart archaïque
Le rempart archaïque pourrait dater de la seconde moitié du VIIe siècle av. J.-C. Contemporains de la fondation de Saint-Blaise, les restes d'une fortification primitive de pierres ont principalement été repérés dans la partie centrale de la ligne de défense, plus précisément dans la zone de la Ville-Basse, où les protections du site sont les plus faibles.
Cette situation de vulnérabilité exigeait un dispositif de défense particulier. Les habitants de Saint-Blaise pré-romaine y établirent la porte principale de leur muraille. Les traces les plus probantes de cette muraille sont enchevêtrées dans les murs de fortifications plus récents et la basilique Saint-Vincent. On peut y restituer une porte frontale, protégée par deux tours ovoïdes, qui ne sont pas positionnées l'une en face de l'autre et dont le décalage dessine un long couloir d'une vingtaine de mètres donnant accès à l'intérieur de l'oppidum. Deux autres tours curvilignes paraissent scander cette fortification archaïque, et pourraient indiquer un modèle morphologique pour ce type d'ouvrage : la première dans la partie est du mur à 30 m de la porte, la seconde en son extrémité sud-ouest, qui remploie de nombreuses stèles.
La construction archaïque est un mur à parements multiples de blocs et moellons liés à la terre noire de la couche VIII. La façade extérieure, conservée au niveau de la tour ouest sur plus de 3 m de haut, montre que les pierres ne sont pas taillées, mais simplement équarries ou choisies pour présenter une face régulière au parement. Quant au côté intérieur de ce rempart primitif, dans la Ville-Basse, non loin de la tour orientale de la même porte principale, il se présente comme un alignement de gros blocs noyés dans une couche de galets, présentée par Henri Rolland comme le niveau de la fondation de la ville. Mais ce qui caractérise le mieux le mur archaïque sur cette face, ce sont les gradins formant glacis qui constituaient le blocage intérieur du rempart. Dans les couches associées à la fondation du mur, la récurrence des amphores massaliètes micacées situe sa construction dans le dernier quart du VIe siècle, soit plusieurs décennies après l'établissement présumé des premières habitations en dur sur le site. Faut-il supposer l'existence d'une fortification antérieure qui n'aurait pas été identifiée ?

### Le rempart hellénistique

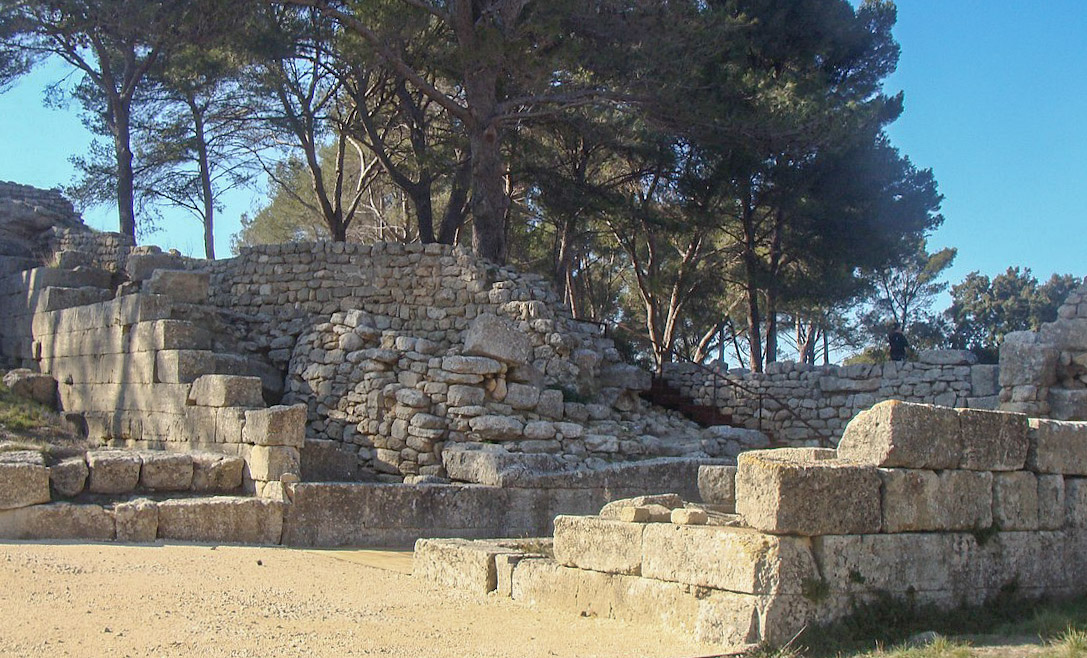
Fragments de l'enceinte hellénistique à l'entrée de la ville basse.

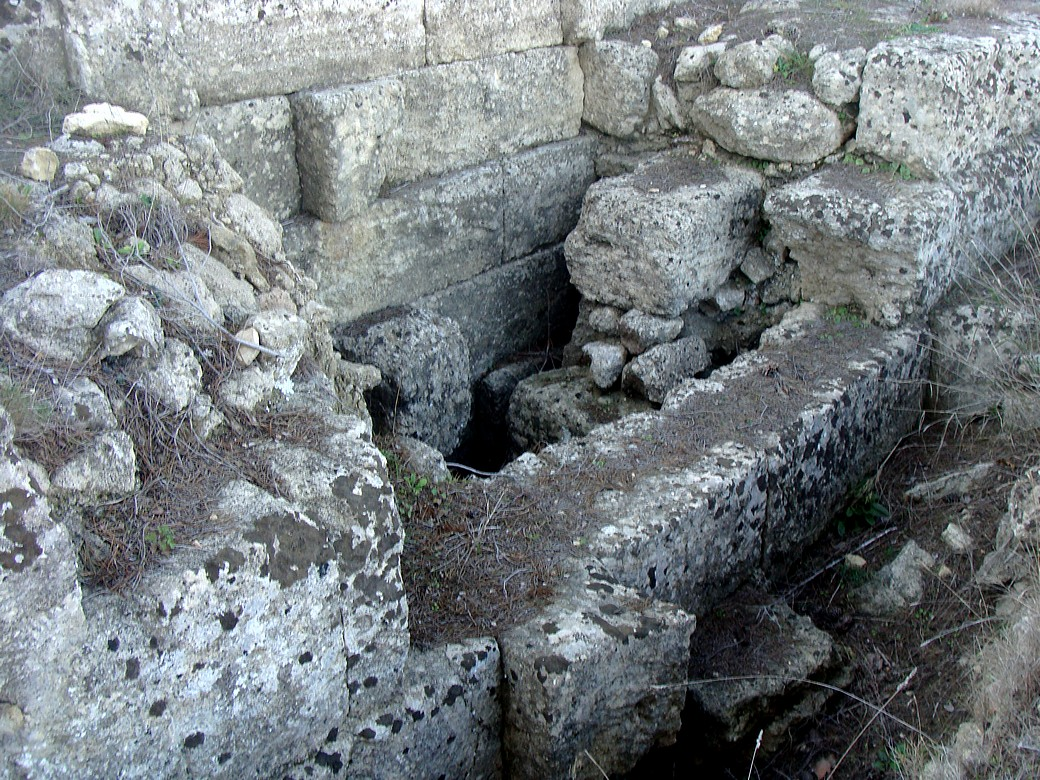
Fragment de rempart hellénistique bordant la ville haute côté est.

La fortification hellénistique forme le monument majeur de cette agglomération. À peu de chose près, elle suit le tracé et la conformation du rempart archaïque, ce qui a permis de dire qu'elle en constituait l'habillage monumental. Sur ce plan, deux exemples sont éloquents : l'impressionnant bastion polygonal sud, qui englobe au moins une tour primitive, et la porte principale et médiane dont le plan reprend celui de l'ouvrage antérieur. Sauf une lacune d'environ 70 mètres dans sa partie centrale, on en connaît quasiment tout le développement et tous les ouvrages. Dans un parcours en ligne brisée de plus de 400 mètres, qui suivent les accidents du relief. L'enceinte comprend 11 courtines, ponctuées de trois tours quadrangulaires et d'autant de saillants, qualifiés aussi de bastions. Elle est percée d'une porte charretière et de trois ou quatre poternes. Mis à part les deux courts tronçons qui ferment le site à ses extrémités, les courtines disposées en ligne brisée entre les ouvrages de défense ont une grande ampleur : leur longueur est comprise entre 18 et 48 m. Les saillants ne constituent pas des tours à proprement parler, mais de simples avancées du mur, presque sans surépaisseur, entre les différentes courtines. Y sont, semble-t-il, associées des gargouilles-chéneaux d'évacuation des eaux, qui ont contribué à leur donner une hauteur comparable à celle des tours. Henri Rolland l'estimait à environ 9 mètres, soit un tiers de plus que le reste du mur, dont l'élévation restituée n'excède pas 6 mètres. Il passe de la cote + 60 m dans la Ville-Haute à la cote + 46 m dans la Ville-Basse. Des ingénieurs spécialisés, certainement d'origine siciliote, d'après le type particulier du crénelage qui surmontait les murs ont conçu des merlons arrondis comme on en trouve dans les citadelles grecques de la Sicile occidentale.

### Le mur d'enceinte duXIIIesiècle
Construit autour de la chapelle Saint-Blaise, en 1231, il délimite ce que fut la cité de Castelveyre. Il sert aujourd'hui de mur de clôture au site archéologique.

## Les habitations
L'édification de la ville commence dans la ville archaïque par l'épandage d'une couche de galets de Crau et pour la ville hellénistique, celui d'un conglomérat de safre jaune et de déchets de taille.
L'étude des maisons de l'agglomération archaïque de Saint-Blaise est un dossier scientifique presque désespéré. À partir de la documentation ancienne (fouilles d'Henri Rolland) ou des travaux plus récents (sondage MN.11 de 1977 à 1983), on ne peut pas en effet se faire une idée précise du type d'habitation auquel appartenaient les vestiges domestiques des VIe et Ve siècles av. J.-C. Les données se résument à quelques cellules, le plus souvent tronquées, difficiles à dater et à mettre en relation avec leur environnement urbain. On ne connaît donc pas l'organisation de Saint-Blaise III. De Saint-Blaise Va, il semble que l'on puisse déterminer une orientation N-S ou E-O des constructions.

### Dans la Ville-Basse

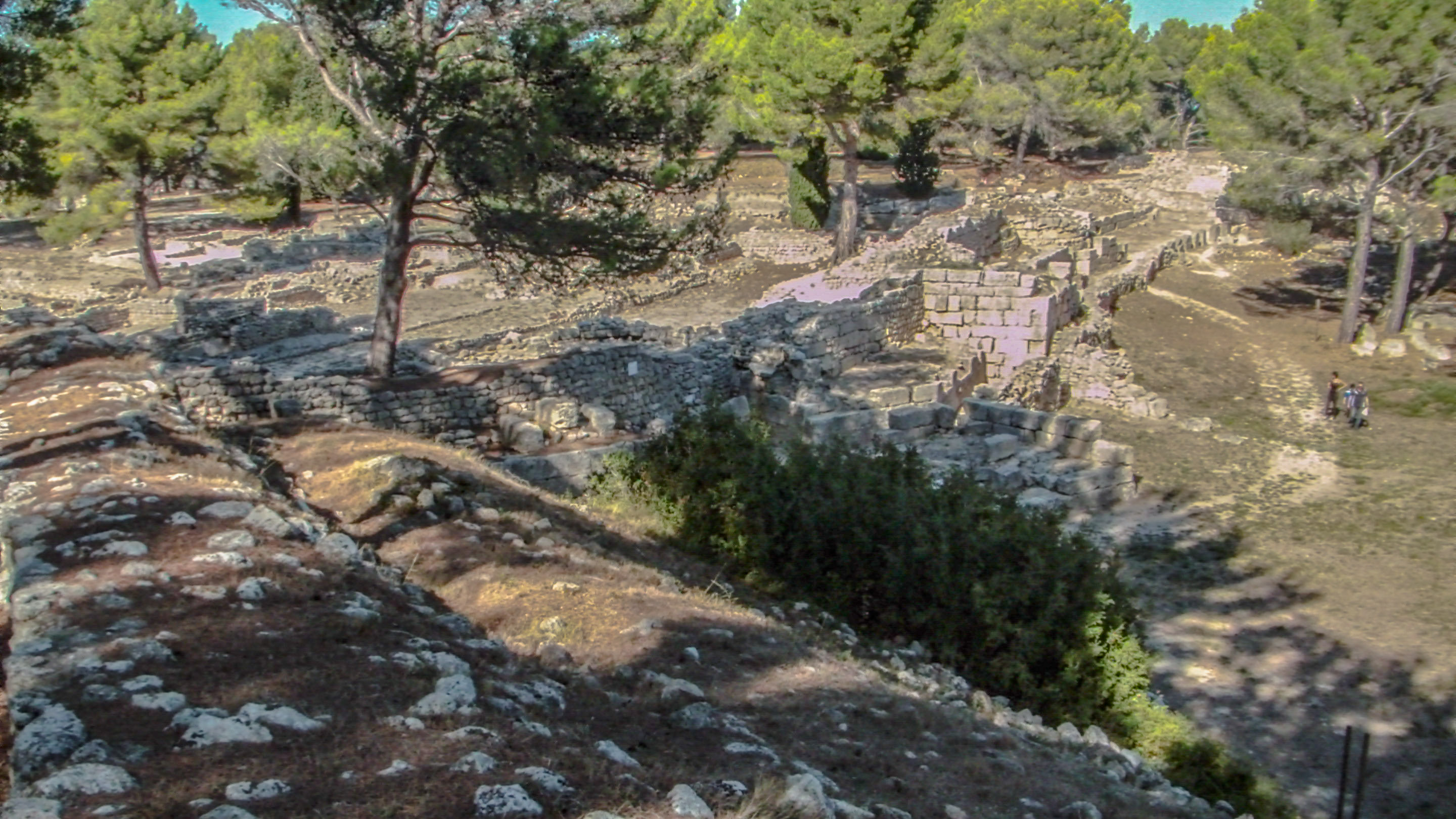
Oppidum Saint-Blaise. La ville basse.

La superficie dégagée à ce jour dans cette partie du site est de 4 500 m2. Près de la porte de la Ville-Basse, se côtoient, semble-t-il, au sein d'îlots allongés, des maisons rectangulaires à pièce unique, couvrant une petite superficie (12 à 15 m2) et d'autres, peut-être à pièces communicantes, pourvues d'une paroi en forme d'abside. Une maison du début du Ve siècle à dédoublement de la structure domestique (Ch. Pradelle) est visible au centre de la Ville-Basse. Sa fouille a permis de saisir la fonction et les transformations des nombreux aménagements domestiques, (fours, foyers maçonnés, silos aériens, banquette de briques crues) qui, durant près d'un siècle, avaient investi l'espace d'une habitation précédente (575-500 av. J.-C.).
Pour la période hellénistique, la situation n'est guère plus brillante. Les fouilles ont pourtant dégagé de larges portions des deux quartiers de l'agglomération du IIe siècle, qui montre une grande diversification formelle et fonctionnelle de son habitat, où les apports culturels et techniques d'origine gréco-italique sont plus prégnants et mieux identifiés. Henri Rolland a attribué dans ses notes des ensembles architecturaux d'une grande superficie, aussi bien dans la Ville-Basse que dans la Ville-Haute, à des usages non domestiques. Il émet l'hypothèse de quartiers spécialisés dans la Ville-Basse, autour de deux activités principales : le stockage céréalier et vinaire, et la métallurgie. Plus de 50 ans après leur dégagement, elles restent des exemples uniques dans cette région, au demeurant bien difficile à exploiter. La voie qui passe par la porte principale (dégagée sur 80 m) est orientée 32° N-O a au départ pour une largeur de 3 m, et 2,7 m là où elle est bordée d'un trottoir ; puis elle passe à 5,25 m à l'intersection d'une rue et enfin à 4,9 m. Deux axes E-O ont été délimités, bordés au nord par des dalles, reposant sur des murs de cases de l'îlot I et d'une largeur de 3,55 à 4 m. La seconde, parallèle à la première, est d'une largeur de 2,1 m (selon Rolland) et de 3,4 m (selon Bouloumié). Ces deux rues délimitent avec l'axe principal N-S un îlot de 45 à 48 m environ sur 22,45 m. Un trottoir est aménagé d'un seul côté en bordure de la rue qui longe la Maison des Jarres.
« La Maison du Fondeur », d'une superficie de 96 m2, se trouve à l'angle de la rue principale et de la première rue transversale qui découpe la Ville-Basse, près de la porte. Desservies par un couloir, plusieurs pièces, dont l'une pourvue d'un foyer surélevé et parsemée d'objets et résidus en divers métaux (fer, plomb, bronze), ont été interprétées comme appartenant à une habitation privée ayant peut-être servi d'atelier, en partie à un artisan.
« La Maison des Jarres », appuyée dans un renfoncement de la fortification grecque, se présente, semble-t-il, comme une habitation de 5 pièces, formée de deux ensembles distincts. Uns grande salle rectangulaire, donnant sur la rue par un large seuil, protège à l'arrière 4 petites pièces de formats variés, reliées entre elles par de larges ouvertures et dépourvues de portes. S'y accumulent des vases de réserves, dolia et amphores vinaires, mais aussi de nombreux objets de vaisselle à usage domestique. Cette disposition conviendrait mieux à une réserve d'un propriétaire privé, voulant séparer son lieu de vie de sa réserve privée. De nombreux autres celliers furent découverts dans différentes parties de la Ville-Basse, contenant amphores et jarres. Ainsi à l'est de la Maison des Jarres, près du rempart, une autre habitation abritait les restes d'un grand dolium enterré dans le sol et, à proximité, des objets liés à des activités de transformation alimentaire : meule rotative et grande cuve taillée dans le roc faisant office de mortier.
Au centre de la Ville-Basse furent relevées des traces d'incendie sur trois carrés de 5 × 5 m au niveau de la couche VII de Saint-Blaise III, couche d'incendie antérieure au pavage de galets.

### Dans la Ville-Haute

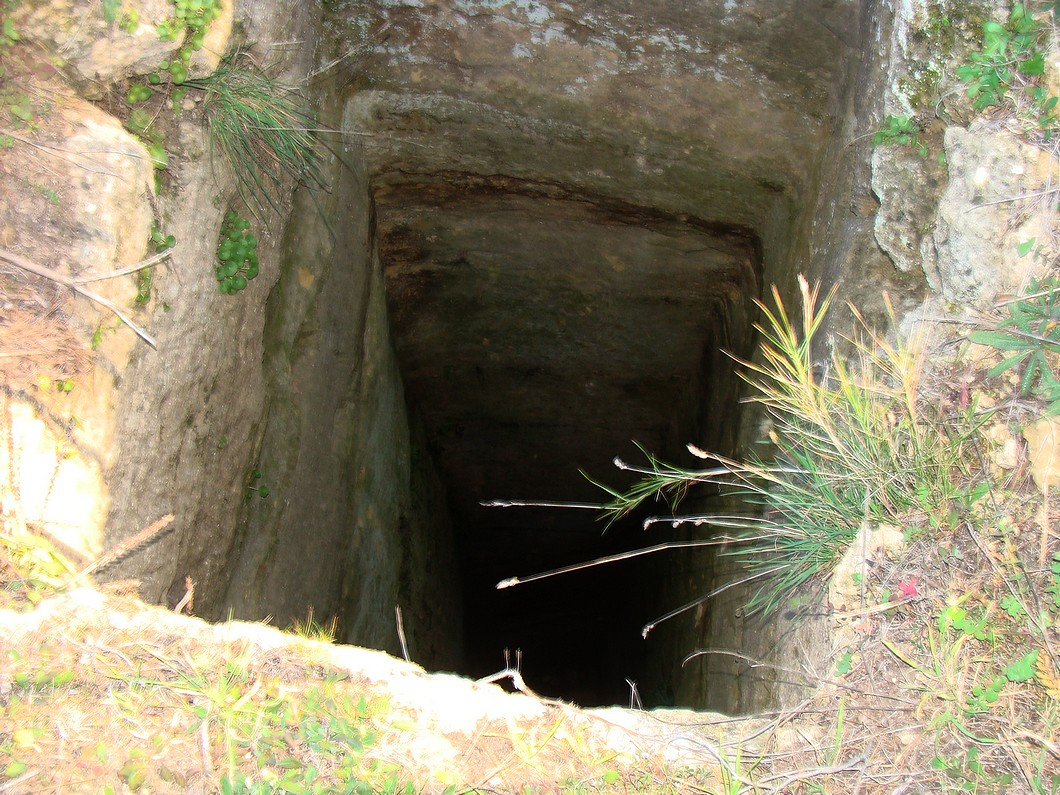
Puits dans la ville haute.

La superficie dégagée à ce jour dans la Ville-Haute est de 2 500 m2. Elle a livré une habitation primitive (c'est le terme d'Henri Rolland), recoupée par les remparts hellénistiques. Elle paraît composée de deux espaces adjacents, mais bâtis de manière très différente : une pièce principale (servant de séjour ?) construite en dur et un petit espace où se trouvait un foyer (la cuisine ?), simplement délimité par une rangée de pierres dressées de chant, qui a dû être gagné sur la zone de circulation extérieure. Un tel dédoublement de la structure domestique avait également été noté par Charlette Pradelle pour une maison du début du Ve siècle, dans la partie centrale de la Ville-Basse. L'orientation des axes de circulation est la même que dans la Ville-Basse. Sur l'axe principal E-O, la largeur variant de 3,6 à 4,2 m, elle semble se terminer sur une case. En 1948, Rolland a découvert une deuxième rue parallèle à la première, de 3,7 m et située à 19,2 m de l'axe principal. Une rue de 2,5 m longe la face interne des remparts. On y trouve une fosse impressionnante de 25 m de profondeur, symbole du siège des Romains. Isolé des sources à l'extérieur du village, les habitants ont tenté de creuser un forage pour trouver de l'eau. Aucune nappe phréatique ne fut trouvée.

## Organisation, administration
Site inscrit au titre des sites de la loi du 2 mai 1930, "Abords du champ de fouilles de Saint Blaise" no 93I13060 ; date de procédure : 8 juin 1967 ; plan, fiche créés le 4 juin 2010.
Site classé au titre des sites de la loi du 2 mai 1930 "Les étangs de Saint-Blaise et la forêt de Castillon" n°93C13039, par décret du 28 février 2020.
Classé en :
- zone ZNIEFF No 13.109.100, zone terrestre de type II ;
- zone ZNIEFF No 13.109.103. de type terrestre I ;
- zone de protection spéciale (ZPS) code FR9312015. PAC 15.réseau Natura 2000[13].

#### Ouvrages scientifiques
- Henri Rolland, Fouilles de Saint-Blaise (Bouches-du-Rhône), Paris, Gallia supplément III et VII, 1951-1956, 314 p.
- Frédéric Trément, Archéologie d'un paysage : les étangs de Saint-Blaise, Bouches-du-Rhône, Paris, Éditions de la Maison des sciences de l'homme, coll. « Documents d'archéologie française », 1999, 314 p. (ISBN 978-2-7351-0797-1).
- Fabienne Gateau (dir.), Frédéric Trément et Florence Verdin, L'Étang-de-Berre, vol. 13, t. 1, Paris, Académie des inscriptions et belles-lettres, Ministère de la Culture et de la Francophonie, Ministère de l'Enseignement supérieur et de la Recherche et Fondation maison des sciences de l'homme, coll. « Carte archéologique de la Gaule », 1996, 380 p. (ISBN 978-2-87754-041-4, lire en ligne).
- Gabrielle Démians d'Archimbaud, L'oppidum de Saint-Blaise du Ve au VIIe siècle : Bouches-du-Rhône, Paris, Éditions de la Maison des sciences de l'homme, coll. « Documents d'archéologie française, no 45 », 1994, 260 p. (ISBN 978-2-7351-0503-8).
- Bernard Bouloumié, Guide archéologique de Saint-Blaise : Saint-Mitre-les-Remparts, Bouches-du-Rhône, Rognes, Éditions Provence, coll. « Petits guides des grands sites », 1980, 96 p. (ISBN 978-2-903350-07-9).
- Marius Calixte Duneau, Variations sur la fondation de Marseille : Saint-Blaise, premier établissement phocéen, Roanne, Les Amis du « Chemin de Paradis », 1956, 40 p. (BNF 36263407).
- Jean Chausserie-Laprée, Martigues, terre gauloise, Éd. Errance, préface de Christian Goudineau, collection Les Hauts Lieux de l'histoire, 255 pages, Martigues, 2005  (ISBN 2 87772 292 9).
- Jean Chausserie-Laprée, De la restitution en archéologie, restitutions et mise en valeur d'habitats, l'exemple de Martigues, Éditions de Patrimoine, 2005.
- Jean Chausserie-Laprée, Saint-Blaise un site en partage, la renaissance d'un grand site, extrait de : Histoire et récits du pays martégal, Éd. Atelier Baie, 2013, 40 p  (ISBN 978-2-919208-17-3).
- Xavier Delestre, 100 ans d'Archéologie en Provence-Alpes-Côte d'Azur, Éd. Édisud, 2008.
- M. C. Duneau, Saint-Blaise, premier établissement phocéen, Roanne, 1956.
- S. Duval, Jean Chausserie-Laprée, « Stèles en remploi et fortification primitive à Saint-Blaise », Documents d'archéologie méridionale, no 34, ADAL éditions, 2011 (2013).
- M. Euzennat, « Circonscription Provence-Côte d'Azur, Corse », Gallia, 1967, vol. 25, no 2, p. 410-417.
- Th. Lachenal, L'Âge du Bronze en Provence:Productions céramiques et dynamiques culturelles, thèse de doctorat, Centre Camille Jullian, Aix-en-Provence, 3 vol., 2010, 446 p., 269 fig., 136 pl.
- M. Lejeune, « La campanienne inscrite de Saint-Blaise et de Saint-Rémy », Revue archéologie de Narbonnaise, no XIV, 1981, p. 99-123.

#### Travaux universitaires
- Marie Valenciano, Saint-Blaise/Ugium, de l'agglomération tardo antique au castrum médiéval : relectures et regard nouveau (thèse de doctorat en archéologie), Aix-en-Provence, Université de Provence (Aix-Marseille I), 2015 (présentation en ligne).
- Marie Valenciano, Données inédites sur l’organisation urbaine tardo-antique de Saint-Blaise/ Ugium (Saint-Mitre-les-Remparts, 13) (mémoire de master II d'archéologie médiévale), Aix-en-Provence, Université de Provence (Aix-Marseille I), 2011.

#### Articles de périodiques
- Patrice Arcelin, « Salles hypostyles, portiques et espaces cultuels d'Entremont et de Saint-Blaise (B.-du-Rh.) », Documents d'archéologie méridionale, vol. 15, no 1,‎ 1992, p. 13-27 (ISSN 1955-2432, lire en ligne, consulté le 3 avril 2016).
- Jacqueline Rigoir, Yves Rigoir, Charlette Arcelin-Pradelle et Patrice Arceli, « Note sur des structures primitives de l'habitat protohistorique de Saint-Blaise (Saint-Mitre-les-Remparts, B.-du-Rh.) », Documents d'archéologie méridionale, vol. 6, no 1,‎ 1983, p. 138-143 (ISSN 1955-2432, lire en ligne, consulté le 3 avril 2016).
- Jean-Claude Bessac, « Le rempart hellénistique de Saint-Blaise (Saint-Mitre-les-Remparts, B. du Rh.) : technique de construction », Documents d'archéologie méridionale, vol. 3, no 1,‎ 1980, p. 137-157 (ISSN 1955-2432, lire en ligne, consulté le 3 avril 2016)
- Bernard Bouloumié, « Saint-Blaise : note sommaire sur cinq années de fouilles et de recherches (1974-1978) », Gallia, vol. 37, no 2,‎ 1979, p. 229-236 (ISSN 2109-9588, lire en ligne, consulté le 3 avril 2016)
- Jean Chausserie-Laprée, Sandrine Duval, Marie Valenciano, « Saint-Blaise en Provence, capitale gauloise des Ségobriges », dans Archéologia, no 581, novembre 2019, p. 44-51/74.

### Expositions
- L'aventure phocéenne, Grecs, Ibères et Gaulois en Méditerranée nord-occidentale du site archéologique Lattara, musée archéologique Henri-Prades, du 23 novembre 2019 au 6 juillet 2020.